# Byasa
Byasa — род дневных бабочек из семейства парусников (Papilionidae).

## Описание
Средних размеров или крупные бабочки, обычно с удлиненными узкими задними крыльями с длинными широкими хвостиками. В анальной области заднего крыла имеется довольно широкий
выступ, который заворачивается на верхнюю сторону крыла У самцов нем располагаются длинные андрокониальные волоски. Окраска тёмная — черная, чёрно-бурая или серовато-пепельная с контрастными, обычно красными, полулунными пятнами вдоль внешнего края заднего крыла Брюшко и грудь с красными пятнами, покрыты короткими чёрными волосками.
Преимущественно тропические бабочки без четкой смены поколений в течение года, вследствие этого в одно и то же время можно наблюдать в природе все стадии развития бабочки — от яйца до имаго. Большинство видов трофически связаны с кирказонами.

## Ареал
Юго-Восточная Азия, Филиппины, Индонезия.  На территории России род представлен единственным видом — алкиной, который обитает на юго-западе Приморья.

## Систематика

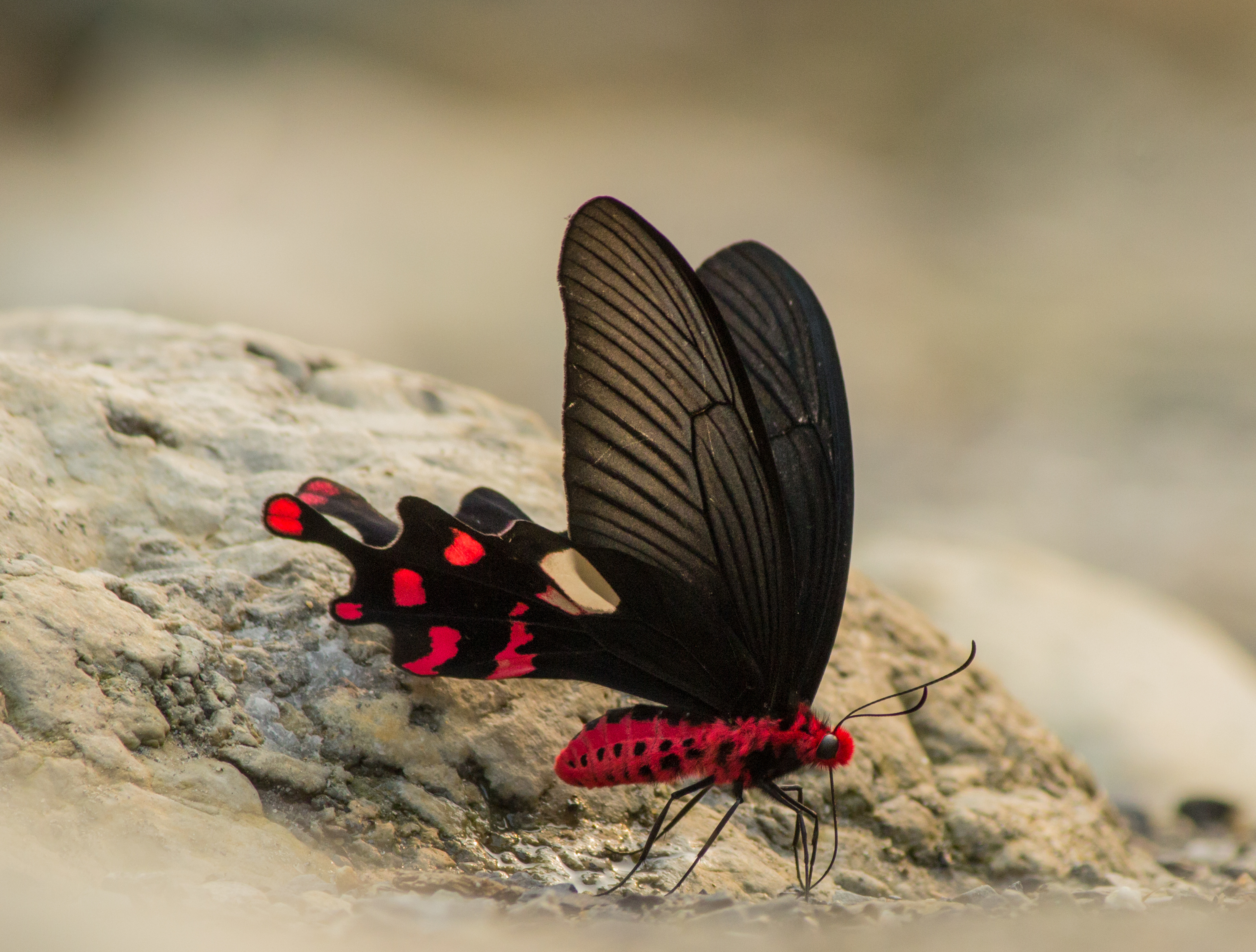
Byasa polyeuctes

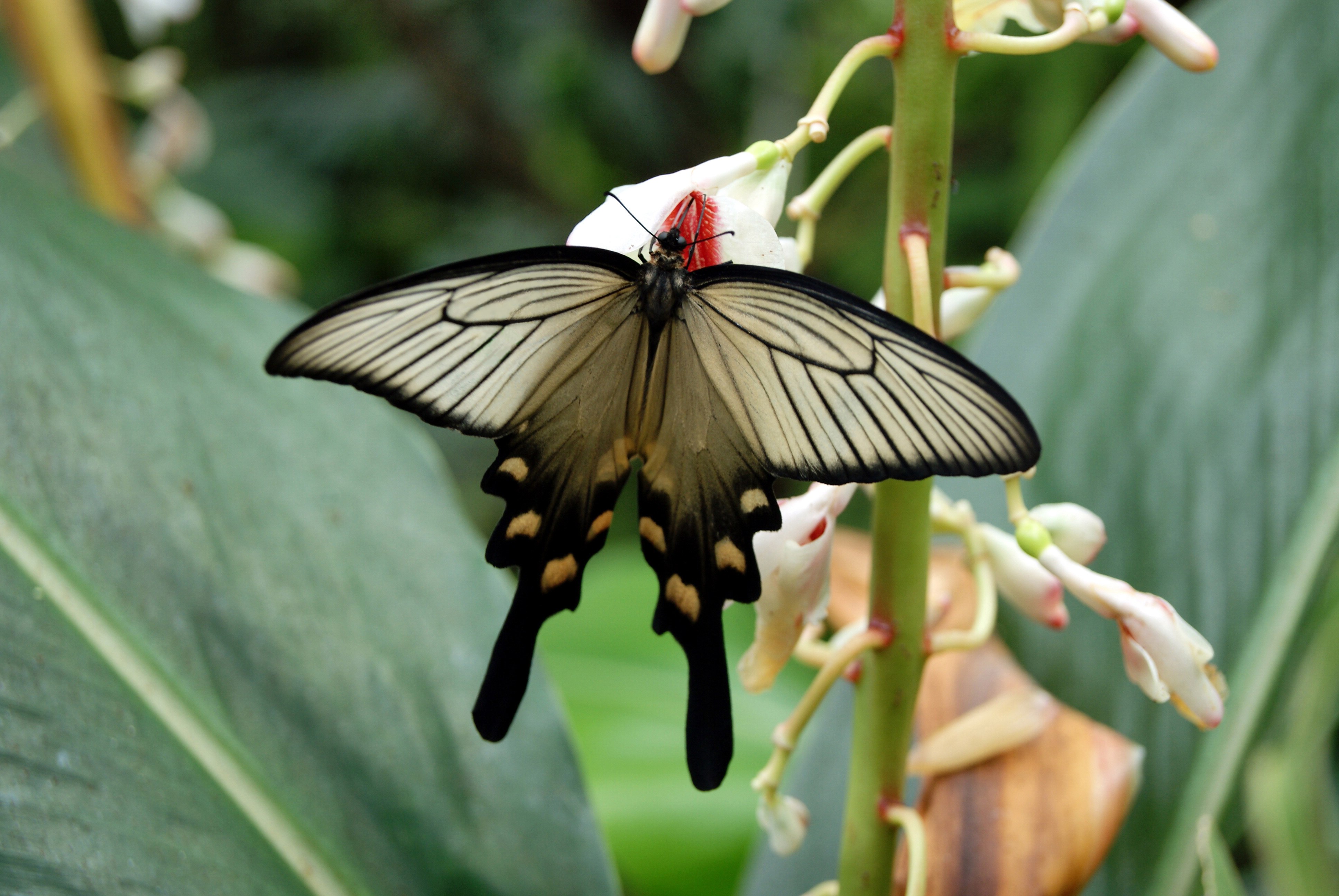
Алкиной (бабочка)|Алкиной (Byasa alcinous)

Ранее данный таксон рассматривался в ранге подрода в составе рода Atrophaneura, однако после ревизии в начале 2000-х годов, он был повышен до уровня самостоятельного рода
- Byasa adamsoni (Grose-Smith, 1886)
- Byasa alcinous Klug, 1896 — Алкиной
- Byasa crassipes (Oberthür, 1893)
- Byasa daemonius (Alphéraky, 1895)
- Byasa dasarada (Moore, 1857)
- Byasa hedistus (Jordan, 1928)
- Byasa impediens (Rothschild, 1895)
- Byasa laos (Riley & Godfrey, 1921)
- Byasa latreillei (Donovan, 1826)
- Byasa mencius (C. & R. Felder, 1862)
- Byasa nevilli (Wood-Mason, 1882)
- Byasa plutonius (Oberthür, 1876)
- Byasa polla (de Nicéville, 1897)l
- Byasa polyeuctes (Doubleday, 1842)
- Byasa rhadinus (Jordan, 1928)